# براكينج رايت
براكينج رايت بالإنجليزية (Bragging Rights) هو أحد المهرجانات التي تقدمها شركة wwe . تم عرض هذا الحدث في العامين 2009 - 2010 .

## مواعيد وأماكن
| براكينج رايت (2009)                       | 25 أكتوبر 2009 | بيتسبرغ  | Mellon Arena | SmackDown | راندي أورتن (c) vs. جون سينا in a 60-minute Anything Goes ‏ مباراة الرجل الحديدي for the بطولة العالم للدبليو دبليو إي للوزن الثقيل؛ had Cena lost, he would have been required to leave the Raw brand | Team دبليو دبليو إي راو - دي-جينرايشن إكس (تربل إتش & شون مايكلز) (Co-Captains), بيغ شو، كودي رودز، جاك سواغر، كوفي كينغستون and مارك هنري vs. Team دبليو دبليو إي سماكداون - كين & كريس جيريكو (Co-Captains), رون كيلينغز، مات هاردي، ديفيد فينلي and The Hart Dynasty (تايسون كيد & ديفيد هارت سميث) |
| براكينج رايت (2010)                       | 24 أكتوبر 2010 | منيابولس | تارغت سنتر   | SmackDown | راندي أورتن (c) vs. كينج باريت (with جون سينا) for the WWE Championship; had Barrett lost, John Cena would have been fired                                                                            | Team Raw - ذا ميز (captain), ايزكيل جاكسون، شيمس، جون موريسون، فيل بروكس، سانتينو ماريلا and R-Truth vs. Team SmackDown! - The Big Show (captain), Jack Swagger, Kofi Kingston, تايلر ريكس، ألبرتو دل ريو، ري ميستيريو and آدم كوبلاند                                                                 |
| (c) – يشير إلى بطل (ق) مع اقتراب المباراة |                |          |              |           | | |